# رای کودر
رای کودر (انگلیسی: Ry Cooder؛ زادهٔ ۱۵ مارس ۱۹۴۷) موسیقی‌دان و آهنگساز فیلم اهل ایالات متحده آمریکا است. او از سال ۱۹۶۷ میلادی تاکنون مشغول فعالیت بوده و بیشتر با سبک گیتار اسلاید، علاقه‌اش به موسیقی فولکلور و امریکانا، و همکاری‌های گسترده‌اش با موسیقیدانان سنتی سراسر جهان شناخته‌شده است.
موسیقی فیلم پاریس، تگزاس اثر اوست؛ از دیگر فیلم‌هایی که در آن نقش داشته می‌توان به مستند بوئنا ویستا سوشیال کلاب اشاره کرد.